# 北花田町
北花田町（きたはなだちょう）は、大阪府堺市北区にある地名。2020年3月現在、現行行政地名は北花田町一丁から北花田町四丁。住居表示は未実施。

## 地理
堺市の北東部に位置する。東は松原市天美我堂、南は新堀町、船堂町、西は東浅香山町、宮本町、北は常磐町に接する。

### 河川
- 西除川
- 光竜寺川

## 歴史

### 地名の由来
中世から近世にかけて、灯油などの原料に使われるアブラナ、エゴマの栽培がおこなわれ、当地周辺は、開花時には一面の花盛りになったことから、「花田」と呼ばれるようになったという。

### 沿革
本節では関連する地名についても記述する。

#### 北花田（1889年 - 1939年）
- 1889年（明治22年） - 町村制の施行により大阪府大鳥郡北花田村が五箇荘村の大字となり成立。
- 1896年（明治29年） - 郡制の施行により五箇荘村が泉北郡の所属となる。
- 1938年（昭和13年） - 堺市に編入され「五箇荘村」を冠称する。
- 1939年（昭和14年） - 改称して北花田町となる[7]。

#### 北花田町（1939年 -）
- 1939年（昭和14年） - 堺市五箇荘村大字北花田が改称して成立。同年、一部が宮本町となる。
- 1965年（昭和40年） - 一部を東浅香山町1 - 4丁・大豆塚町1 - 2丁・奥本町1 - 2丁・新堀町1 - 2丁・宮本町・船堂町に編入、船堂町・奥本町の各一部を編入し、1 - 4丁を設置。
- 1975年（昭和50年） - 一部を常磐町1 - 3丁・東浅香山町1 - 4丁に編入。
- 1980年（昭和55年） - 一部を松原市に編入[7]。

## 世帯数と人口
2024年（令和6年）3月31日現在の世帯数と人口は以下の通りである。
| 丁           | 世帯数    | 人口    |
| ------------ | --------- | ------- |
| 北花田町一丁 | 280世帯   | 572人   |
| 北花田町二丁 | 1,275世帯 | 2,596人 |
| 北花田町三丁 | 1,094世帯 | 1,997人 |
| 北花田町四丁 | 1,027世帯 | 2,129人 |
| 計           | 3,676世帯 | 7,294人 |

### 人口の変遷
国勢調査による人口の推移。
| 1995年（平成7年）  | 5,582人 | [ 8 ]  |  |
| 2000年（平成12年） | 6,018人 | [ 9 ]  |  |
| 2005年（平成17年） | 6,055人 | [ 10 ] |  |
| 2010年（平成22年） | 6,751人 | [ 11 ] |  |
| 2015年（平成27年） | 6,920人 | [ 12 ] |  |
| 2020年（令和2年）  | 7,377人 | [ 13 ] |  |

### 世帯数の変遷
国勢調査による世帯数の推移。
| 1995年（平成7年）  | 1,938世帯 | [ 8 ]  |  |
| 2000年（平成12年） | 2,289世帯 | [ 9 ]  |  |
| 2005年（平成17年） | 2,468世帯 | [ 10 ] |  |
| 2010年（平成22年） | 3,012世帯 | [ 11 ] |  |
| 2015年（平成27年） | 3,127世帯 | [ 12 ] |  |
| 2020年（令和2年）  | 3,429世帯 | [ 13 ] |  |

## 学区
市立小・中学校に通う場合、学区は以下の通りとなる。
| 丁           | 番地 | 小学校               | 中学校             |
| ------------ | ---- | -------------------- | ------------------ |
| 北花田町一丁 | 全域 | 堺市立五箇荘東小学校 | 堺市立五箇荘中学校 |
| 北花田町二丁 | 全域 | 堺市立五箇荘東小学校 | 堺市立五箇荘中学校 |
| 北花田町三丁 | 全域 | 堺市立五箇荘東小学校 | 堺市立五箇荘中学校 |
| 北花田町四丁 | 全域 | 堺市立五箇荘東小学校 | 堺市立五箇荘中学校 |

## 事業所
2021年（令和3年）現在の経済センサス調査による事業所数と従業員数は以下の通りである。
| 丁           | 事業所数  | 従業員数 |
| ------------ | --------- | -------- |
| 北花田町一丁 | 38事業所  | 278人    |
| 北花田町二丁 | 72事業所  | 756人    |
| 北花田町三丁 | 150事業所 | 1,271人  |
| 北花田町四丁 | 94事業所  | 747人    |
| 計           | 354事業所 | 3,052人  |

## 交通

### 鉄道
- Osaka Metro御堂筋線 - 北花田駅

### バス
- 南海バス[16]
  - 9系統：北花田二丁

### 道路
- 阪神高速6号大和川線 - 常磐出入口
- 大阪府道28号大阪高石線（ときはま線）
- 大阪府道187号大堀堺線

## 施設
- 堺市立五箇荘東小学校
- 堺北花田郵便局
- 紀陽銀行北花田支店
- 大阪厚生信用金庫花田支店
- 地蔵寺
- 北花田第一公園
- 第2北花田公園
- 北花田第三公園

## 郵便
- 郵便番号：591-8002[3]（集配局：堺金岡郵便局[17]）。

## ギャラリー

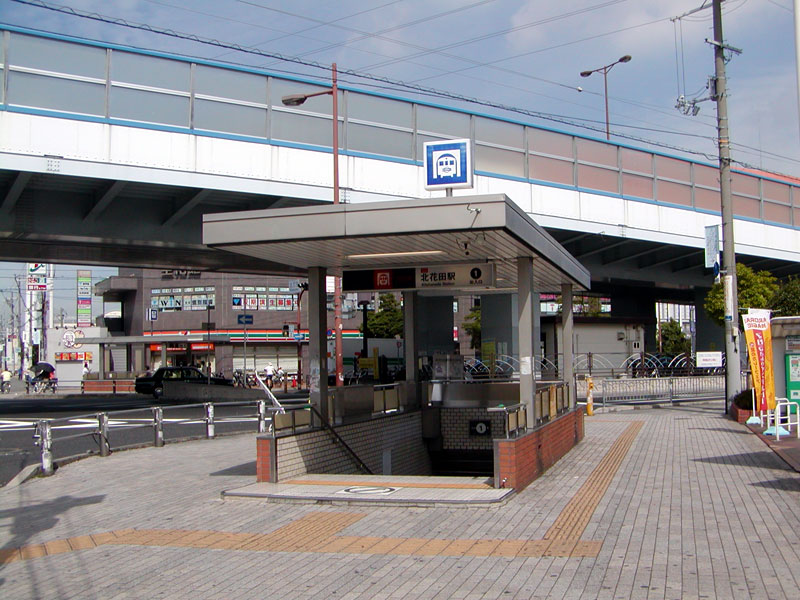
Osaka Metro御堂筋線北花田駅
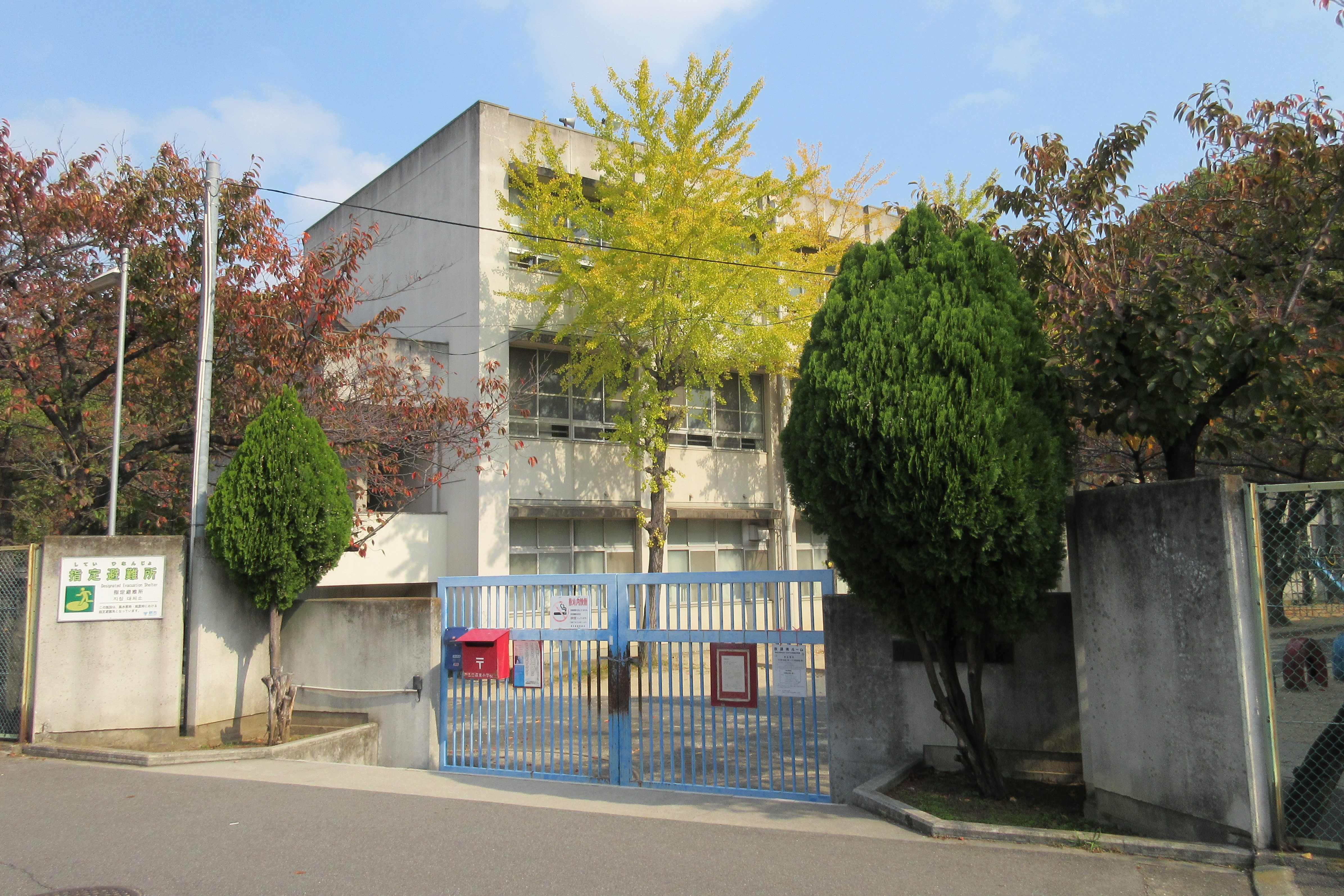
堺市立五箇荘東小学校